# آنگکور
انگکور شهری در شمال غربی کامبوج به عنوان پایتخت امپراتوری کهن خِمِر ساخته شد.
انگکور وات زیباترین معبد شهر تخریب شده انگکور است و مساحتی در حدود ۲٫۵ کیلومتر مربّع را در بر می‌گیرد.
در سال ۲۰۰۷ میلادی، محققان با استفاده از تصاویر ماهواره ای و دیگر روشهای به روز، آنگکور را "بزرگترین شهر قبل از انقلاب صنعتی" نامیدند. در این شهر قدیمی، حدود ۱۰۰۰ کیلومتر مربع منطقه مسکونی پراکنده با راه هایی به معابدی که در مرکز قرار دارند وصل شده اند. 

## شهری در جنگل
در سال ۱۸۵۰ (میلادی) یک مأمور فرانسوی به قصد میانبر هنگام سفر به این منطقه راه خود را از میان جنگل متراکم و گرمسیری کامبوج کوتاه کرد. او در کمال حیرت با ویرانه‌های یک شهر با شکوه روبرو شد؛ طولی نکشید که باستان شناسان برای جستجو و بازسازی این شهر که به شهر معبدها مشهور است از راه رسیدند. بیش از صد معبد در طول بیش از چهار قرن در این جنگل از بین رفته است.

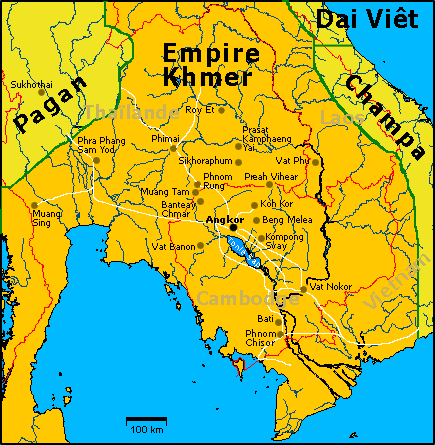
شهر انگکور در نقشه

## پادشاه خِمِر
پادشاهان خِمِر از قرن هشتم تا سیزدهم بر یک تمدن قدرتمند در جنوب شرقی آسیا حکم روایی می‌کردند. قلمرو این پادشاهی هنگامی که جایاوارمان دوم در سال ۸۰۲ میلادی به پادشاهی رسید وسعت بیشتری یافت. او مدّت ۶۰ سال حکومت کرد و در این مدّت بارها پایتخت را تغییر داد. سرانجام او منطقهٔ انگکور را انتخاب و در مقیاس وسیعی شروع به احداث بناهای متعدد کرد.

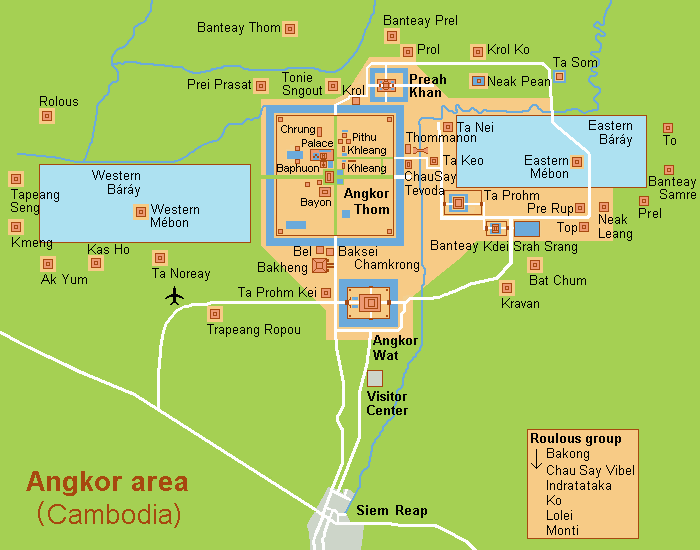
نقشه شهر انگکور

## شهری در ساحل یک رودخانه
انگکور که در زبان خِمِر به معنی شهر است نزدیک ساحل شمالی دریاچه‌ تانل سَپ (یعنی دریاچهٔ بزرگ) ساخته شده است. این دریاچهٔ بزرگ و کم عمق که رودخانهٔ فرعی مکونگ را تغذیه می‌کند زمانی مملو از ماهی و زمین‌های اطراف آن حاصل خیز بود.

## استفاده از دریاچه
آب دریاچه به ثروتمند شدن شهر انگکور کمک کرد. کشاورزان خمر با استفادهٔ از کانال‌های آبیاری هر سال سه بار محصول برداشت می‌کردند. این بدان معنی است که غذای کافی و فراوان برای افزایش جمعیت این ناحیه وجود داشته است.

## معبد سوریاوارمان
معبد انگکور وات در اوایل سدهٔ دوازدهم برای شاه سوریاوارمان دوم ساخته شد و سپس به ویشنو خدای هندو اهدا شد. معبد آنگکور وات بزرگترین معبد تک مذهبی در جهان است. متن صفحه.
این ساختمان سه طبقه دارای یک ردیف حصارهای راست گوشه و مستطیلی است. برج‌های آن مانند غنچه‌های نیلوفر آبی و ارتفاعشان ۶۰ متر است. در معبد، ردیفی از مجسمه‌ها و نقوش کنده کاری شده وجود دارند که نشان دهندهٔ صحنه‌هایی ارگز اسطوره‌های کهن هستند. این ساختمان با دو ردیف دیوار احاطه شده است. یک خندق بزرگ نیز وجود داشت که به وسیلهٔ یکی از دو مخزن بزرگ شهر تغذیه می‌شده است. کاربرد این دو مخزن صرفاً برای آبیاری محصولات در فصل بی آبی بوده است. زمانی که سوریاوارمان در گذشت، معبد او به مقبره اش تبدیل شد.

## پایان انگکور
در سال ۱۴۳۱ میلادی سربازان تایلندی به شهر انگکور هجوم آوردند و آن را ویران کردند. ویرانهٔ شهر به حال خود رها شد. به تدریج گیاهان و درختان در اطراف شهر روییدند و آن را در خود پنهان ساختند تا این که ۱۵۰ سال پیش دوباره کشف شد.

## نگاره

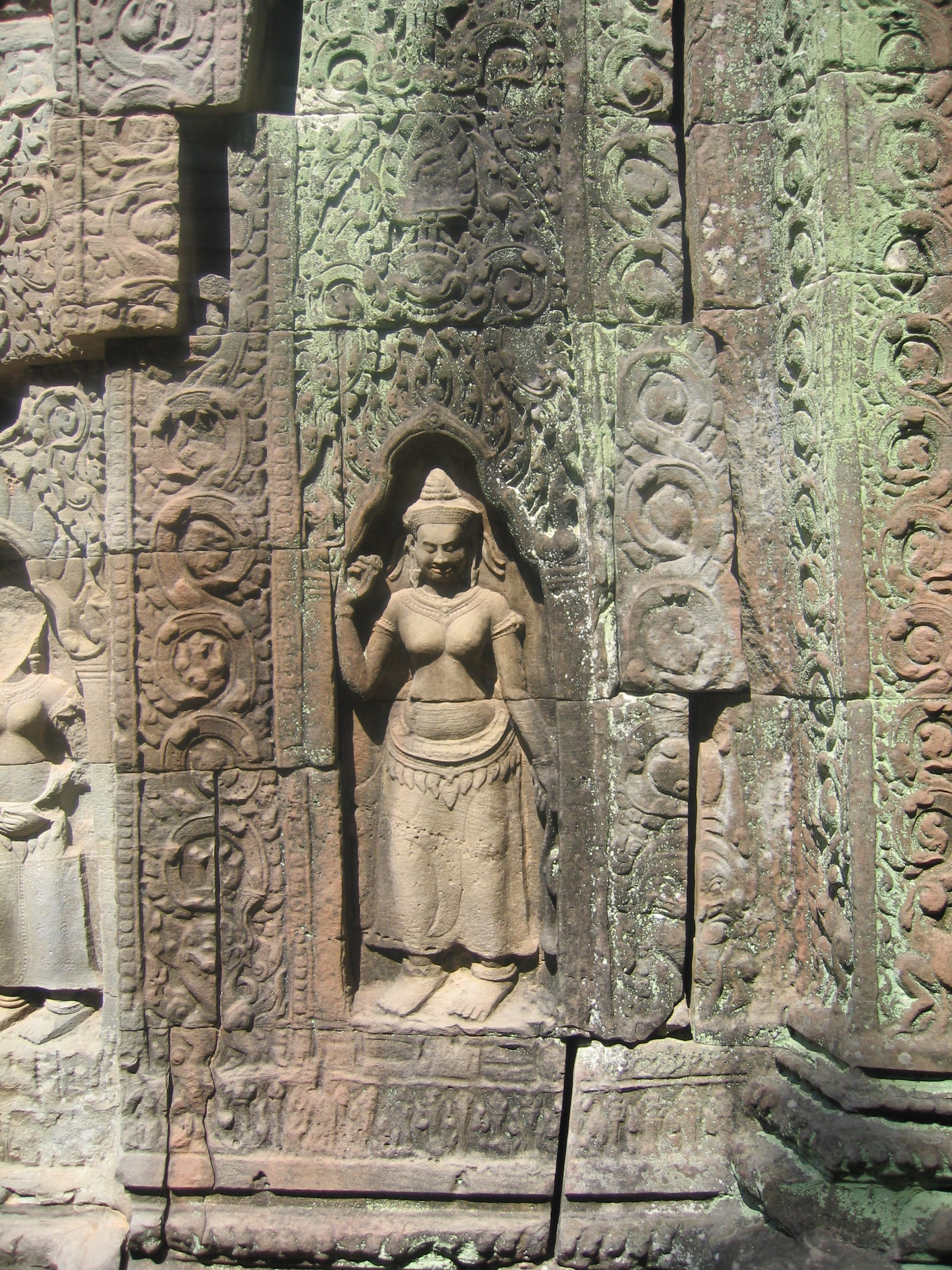
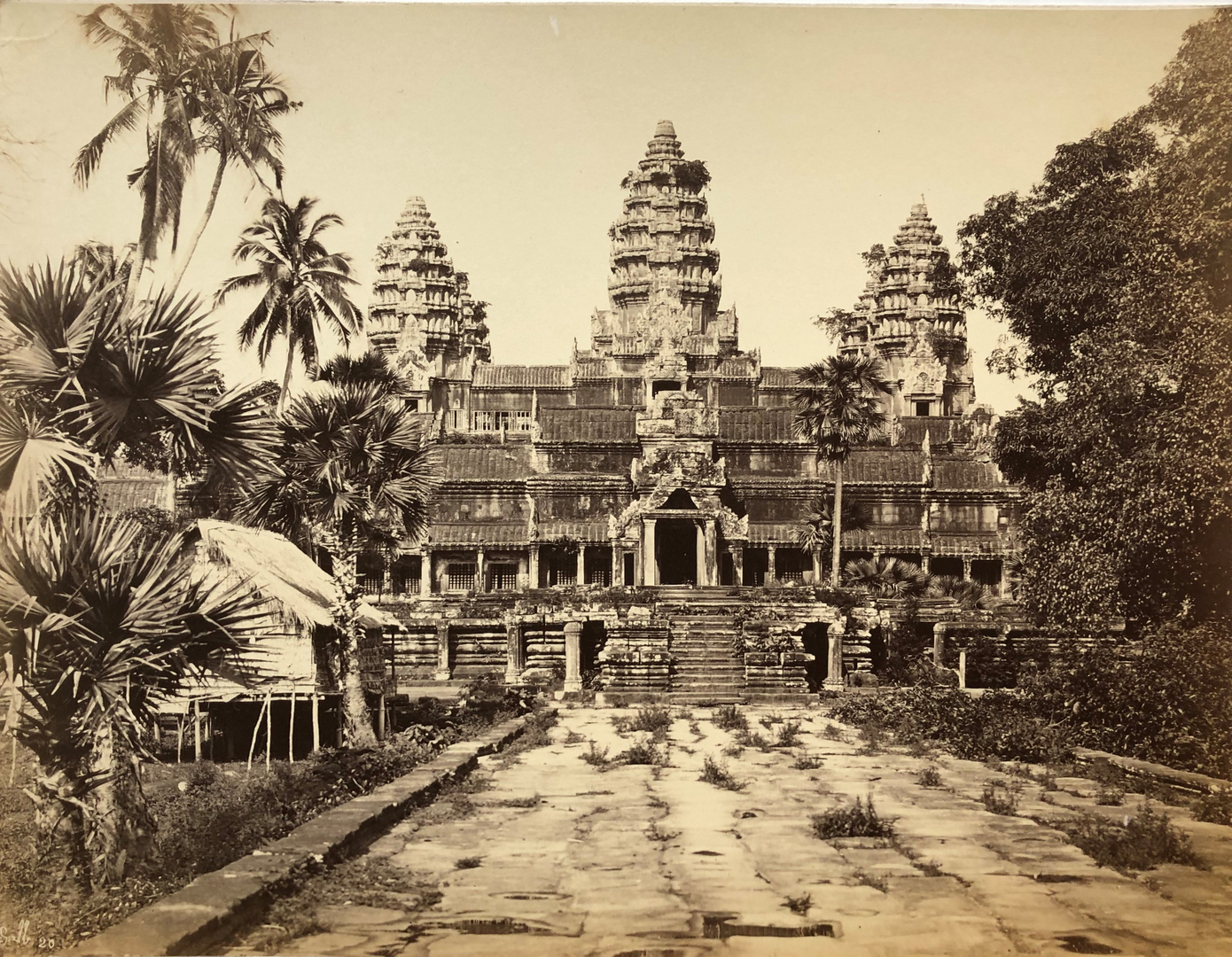
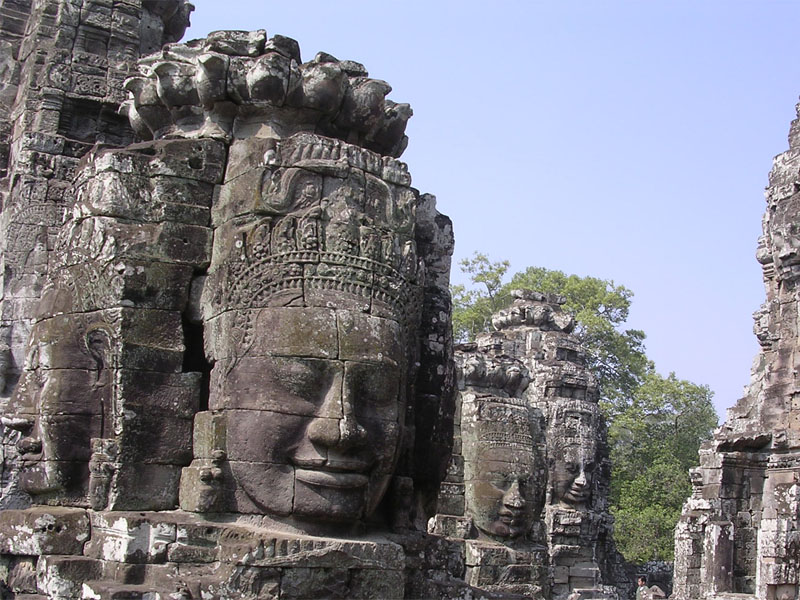
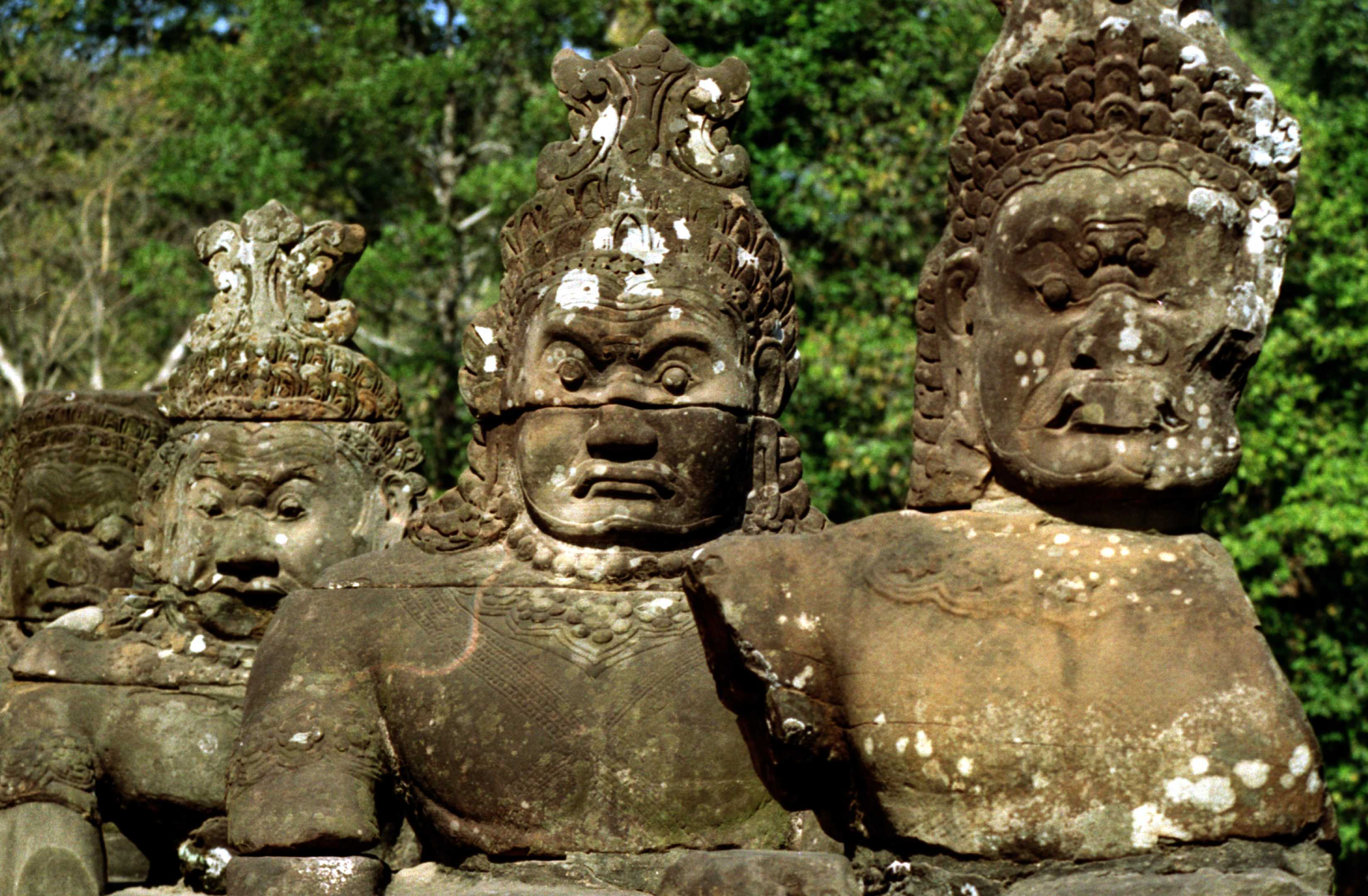